# Fakultät für christliche und klassische Literaturwissenschaften

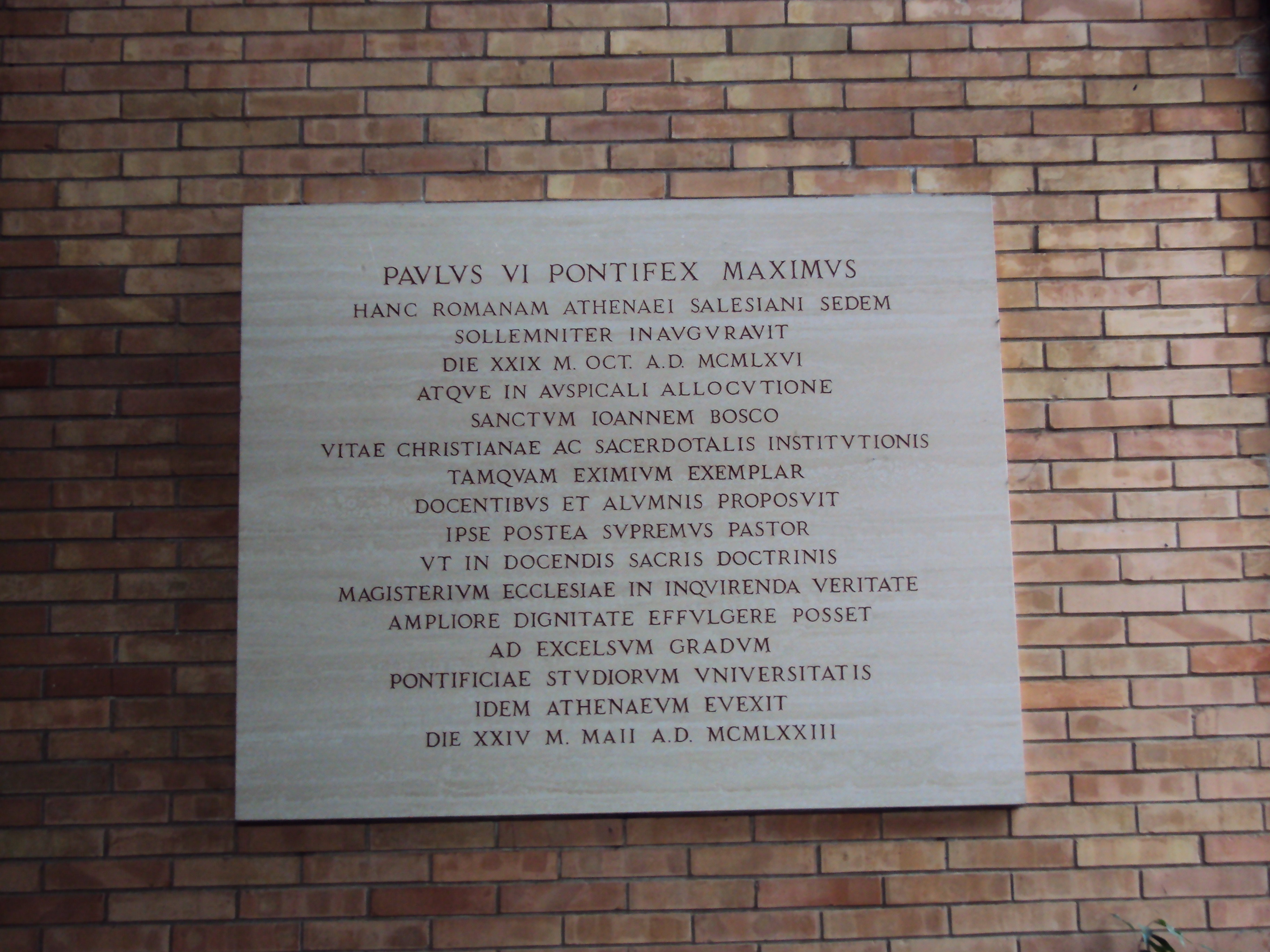
Lateinische Inschrift, an die Anbindung an die Päpstliche Universität der Salesianer erinnernd

Die Fakultät für christliche und klassische Literaturwissenschaften (lateinisch: Facultas Litterarum Christianarum et Classicarum/Pontificium Institutum Altioris Latinitatis, italienisch: Facoltà di Lettere Cristiane e Classiche/Pontificio Istituto Superiore di Latinità, FLCC) ist eine von sechs Fakultäten der Päpstlichen Universität der Salesianer in Rom.

## Geschichte
Papst Johannes XXIII. gründete das Pontificium Institutum Altioris Latinitatis (Institut für höheres Latein) am 22. Februar 1962 in der Umsetzung der Apostolischen Konstitution Veterum sapientia. Zwei Jahre später am 22. Februar 1964 wurde es den Salesianern Don Boscos übertragen gemäß dem Motu Proprio Studia Latinitatis Pauls VI. Am 4. Juni 1971 wurde das Institut als Fakultät für christliche und klassische Literaturwissenschaften an die Päpstliche Universität der Salesianer in Rom angebunden. Am 10. November 1990 erklärte die Instruktion der Kongregation für das Katholische Bildungswesen Sullo studio dei Padri della Chiesa nella formazione sacerdotale elencò sie zum ersten Platz unter den Institutionen mit der Spezialisierung in Patristik.

## Methodik
Die Fakultät für christliche und klassische Literaturwissenschaften ist in die folgenden Lehrpläne und Studiengänge unterteilt:
- akademischen Lehrplan für Studenten für die Vergabe von Bakkalaureus, Lizentiat und Doktorat
- spezielle Lehrpläne für außerordentliche Studenten für die Vergabe eines Zertifikats
- Vorbereitungskurse für die lateinische und altgriechische Sprache und Literatur
- postgraduale Qualifizierungsmaßnahmen für den Erwerb von Diplomen in den Disziplinen klassisch-christliche, byzantinische und mittelalterliche Geisteswissenschaft
- Konferenzen, Seminare, Tagungen zum Studium und Weiterbildung in katechetisch-patristischer Philologie, Bildung und Literaturgeschichte, für Schüler und Lehrer

Der Lehrplan ist in drei Zyklen aufgeteilt:
- Bakkalaureus, erster Zyklus von sechs Semestern;
- Lizenziat, zweite Stufe, vier Semester;
- Doktor, dritter Zyklus von mindestens vier Semester.

## Dekane
- Alfons Maria Stickler
- Luigi Calonghi
- Roberto Iacoangeli
- Sergio Felici
- Biagio Amata
- Enrico dal Covolo
- Biagio Amata
- Mario Maritano
- Manlio Sodi
- Miran Sajovic